# Вја Соела-Скалдаферо (Виченца)
Вја Соела-Скалдаферо је насеље у Италији у округу Виченца, региону Венето.
Према процени из 2011. у насељу је живело 12 становника. Насеље се налази на надморској висини од 59 м.